# Firdaus Kabirov
Firdaus Zaripovič Kabirov (in russo Фирдаус Зарипович Кабиров?; traslitterazione anglosassone Firdaus Zaripovich Kabirov; Naberežnye Čelny, 19 maggio 1961) è un pilota di rally russo, di camion, specializzato nei rally raid, vincitore di due Rally Dakar (2005 e 2009).

## Biografia
Pilota ufficiale del team russo Kamaz, vanta due vittorie al Rally Dakar ed altri sei podi (tre secondi ed altrettanti terzi posti).

## Palmarès

### Rally Dakar
| Anno | Categoria | Mezzo              | Pos. |
| ---- | --------- | ------------------ | ---- |
| 2000 | Camion    | KamAZ 49252        | 3º   |
| 2003 | Camion    | KamAZ 4911 Extreme | 3º   |
| 2004 | Camion    | KamAZ 4911 Extreme | 2º   |
| 2005 | Camion    | KamAZ 4911 Extreme | 1º   |
| 2006 | Camion    | KamAZ 4911 Extreme | 3º   |
| 2009 | Camion    | KamAZ 4326 VK      | 1º   |
| 2010 | Camion    | KamAZ 4326 VK      | 2º   |
| 2011 | Camion    | KamAZ 4326 VK      | 2º   |

### Altri risultati
2000
- all'Italian Baja su Kamaz - Camion
- all'Abu Dhabi Desert Challenge su Kamaz - Camion

2004
- all'Abu Dhabi Desert Challenge su Kamaz - Camion